# Taviania
Taviania — вимерлий рід черевоногих молюсків сучасної родини Ovulidae, що існував у пізньому еоцені (37 млн років тому). 

## Види
- Taviania checchii Pacaud, 2018 †
- Taviania danaperensis Pacaud, 2018 †
- Taviania phaseolina (De Gregorio, 1880) †
- Taviania ukrainica Pacaud, 2018 †